# Cialledda fredda
La cialledda fredda è un piatto unico tipico della Puglia e della Basilicata. Per preparare la pietanza si utilizzano i seguenti ingredienti: pane di Altamura o pane di Matera o altro pane pugliese raffermo, cipolla rossa a fette, olive, pomodori, caroselli, origano, sale e olio di oliva. La preparazione del piatto prevede di inumidire il pane e spezzarlo in tocchi. Successivamente, tutti gli ingredienti vengono mescolati in un unico recipiente e condito con olio, origano e sale. Il piatto fa parte della cucina tradizionale e viene preparato in estate.